# Skogaholms kvarn

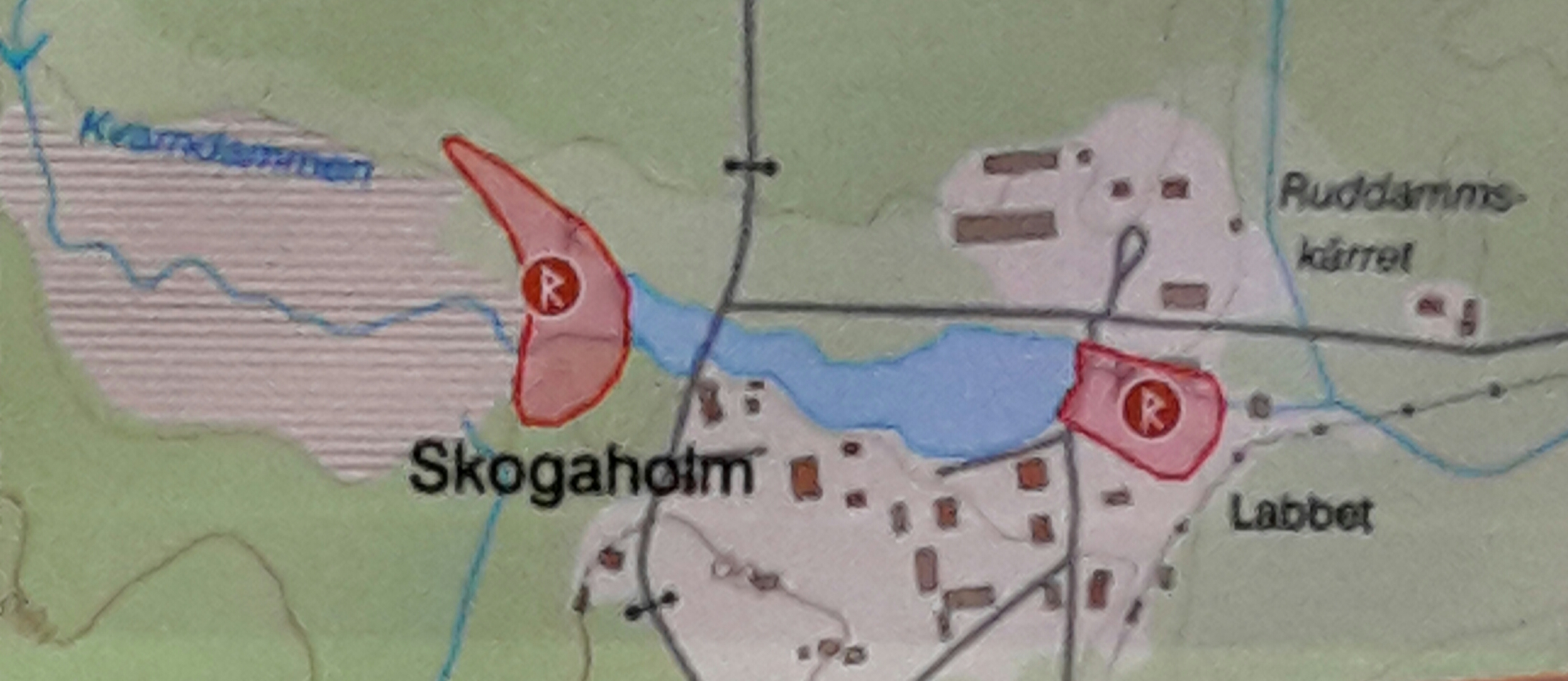
Det vänstra rödmarkerade området visar Skoga kvarns utbredning i Skogaholm

Fornlämningen Skogaholms kvarn som är ett industriminne omnämns första gången som en skvaltkvarn i ett köpebrev från 1631. På en karta över Emtas egendom  från 1637 benämns den som en tafseqvarn (Tafseqvarn drefvos af ett hjul, något liknande en turbin). I början av 1700-talet omnämns den som hjulkvarn med 3 par stenar. I en skrivelse från 1888 omnämns kvarnen vara fullständigt ombyggd och moderniserad. Enligt häradskartan 1864–1867 fanns även en såg vid platsen men inga lämningar efter någon såggrund har påträffats i området.
Vid den arkeologiska undersökningen och fältbesöket 6 april 2022 av det 50 x 180 meter stora kvarnområdet hittade man lämningar efter en dammvall, en kvarngrund, en ramp samt tre husgrunder. Inom området observerades även två kvarnstenar.

## Kvarnområdet[2]
Kvarnen är belägen vid ett mindre fall i Skogaån och för att skapa en högre fallhöjd byggdes de två fördämningsvallarna av jord på vardera sida om utloppet mellan den konstgjorda Kvarndammen och Skogaån.

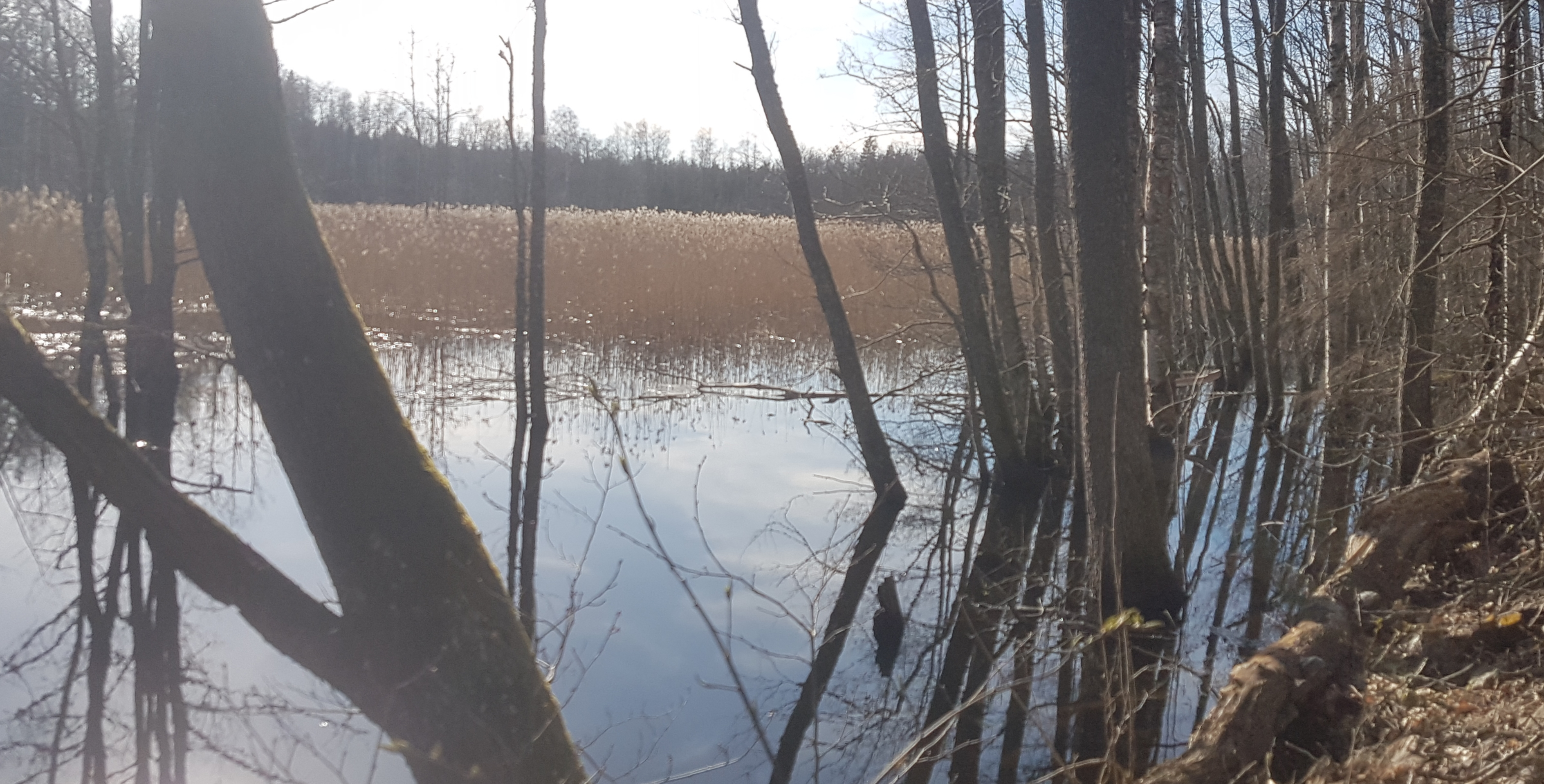
Det som finns kvar av Kvarndammen fotograferad från den norra vallen.

Den norra vallen är 120 meter lång och har som högsta höjd 3 meter medan den södra vallen endast är 45 meter. Dammvallarna är omkring 6 meter breda i basen och cirka 2 meter breda i krönet. Höjden varierar mellan 1 och 3 meter där höjden är som mest vid dammöppningen. I anslutning till dammöppningen är jordvallarna kallmurade.

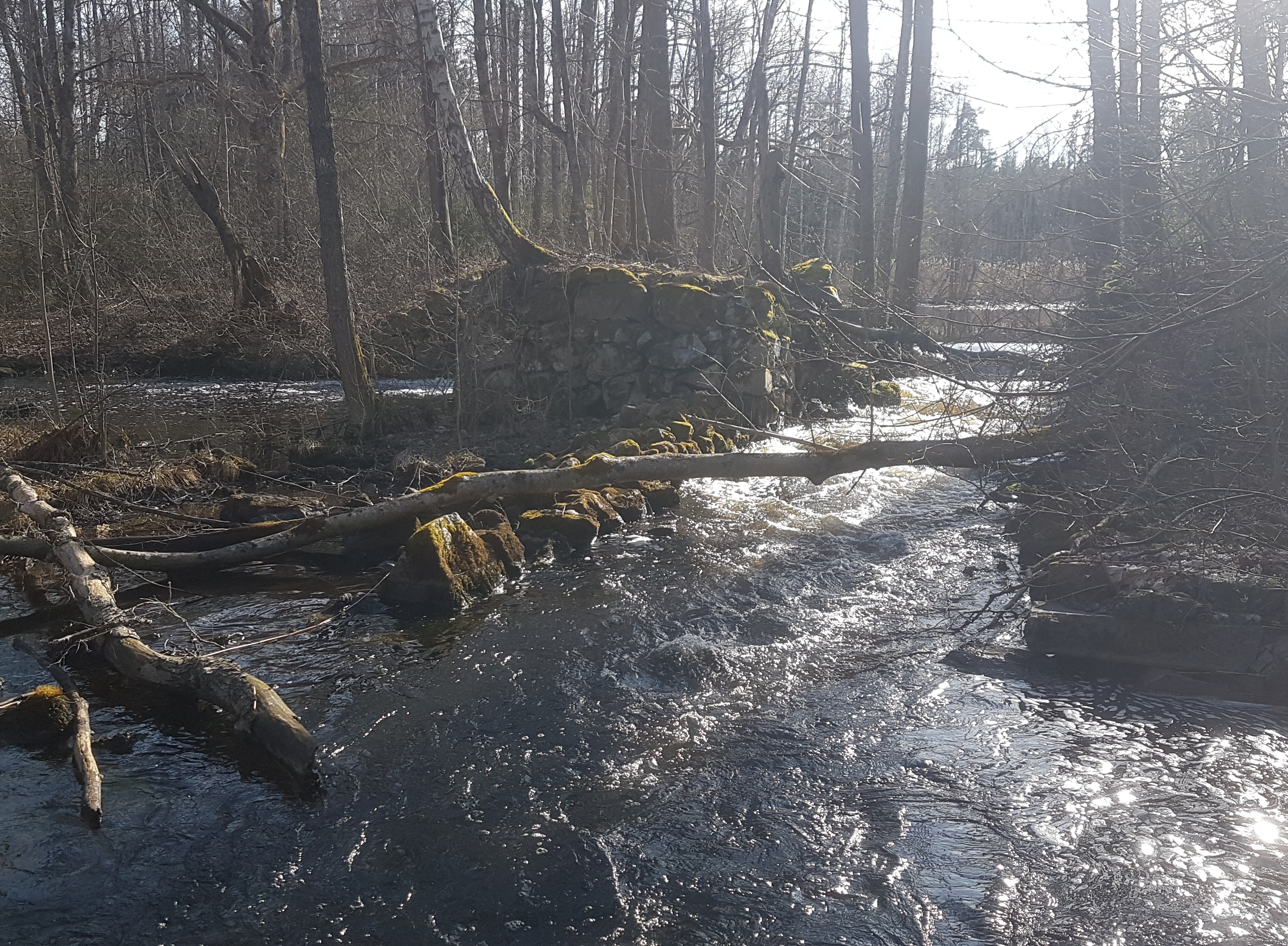
Den kallmurade delen av norra vallen och mittpelaren i dammöppningen.

Mellan jordvallarna, i vattendraget, utgörs dammöppningen av en kallmurad mittpelare med öppning för dammluckor på vardera sida. Mittpelaren är femhörnig med udden riktad mot nordöst. Då den är belägen i vattendraget var uppmätning inte möjlig vid tillfället för den arkeologiska undersökningen. Den uppskattas dock vara 6x8 meter i öst-västlig riktning, med en höjd om 1,7 meter bestående av huggen sten 0,4–0,8 meter stora i 4–5 oregelbundna skift. Från mittpelarens nordöstra hörn utgår ett stenfundament 2 x 8 meter stort i nordöstlig och sydvästlig riktning parallellt med kvarngrunden. Fundamentet utgör sannolikt stöd för tidigare träränna som ledde vatten fram till kvarnens vattenhjul.

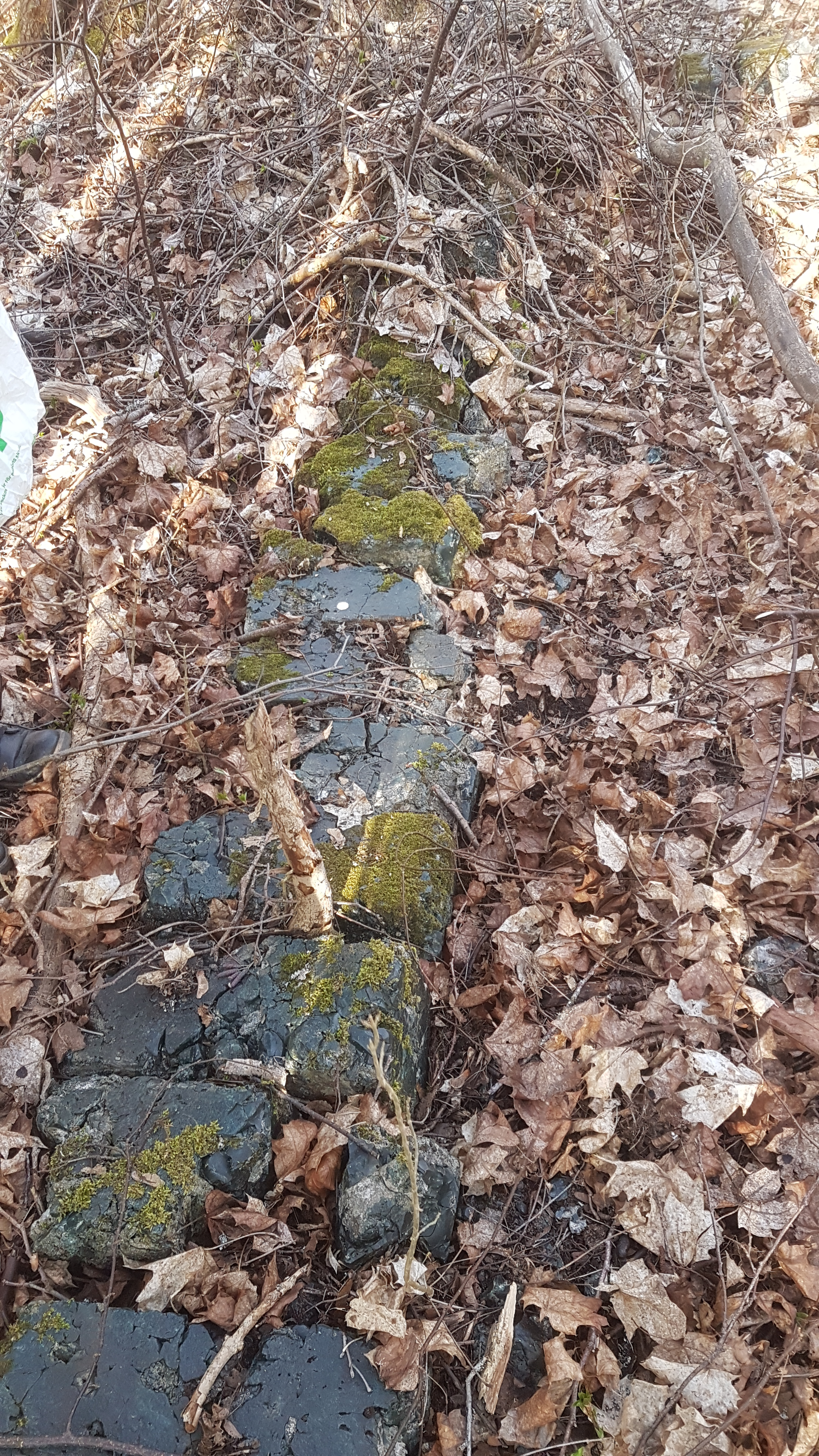
Stödfundamentet till vattenhjulet byggt av bland annat blå slaggsten.

På norra sidan om vattendraget, nedströms dammöppningen finns en 17 x 8 meter stor kvarngrund i nordöstlig-sydvästlig riktning. Grunden består av en övertorvad syll av slaggstensblock och natursten som är omkring 0,5 meter höga. Längs med vattendraget består kvarngrunden av rektangulärt huggna block i natursten samt en halv kvarnsten, 1,1 meter i diameter och 20 centimeter tjock som infogats i syllen.

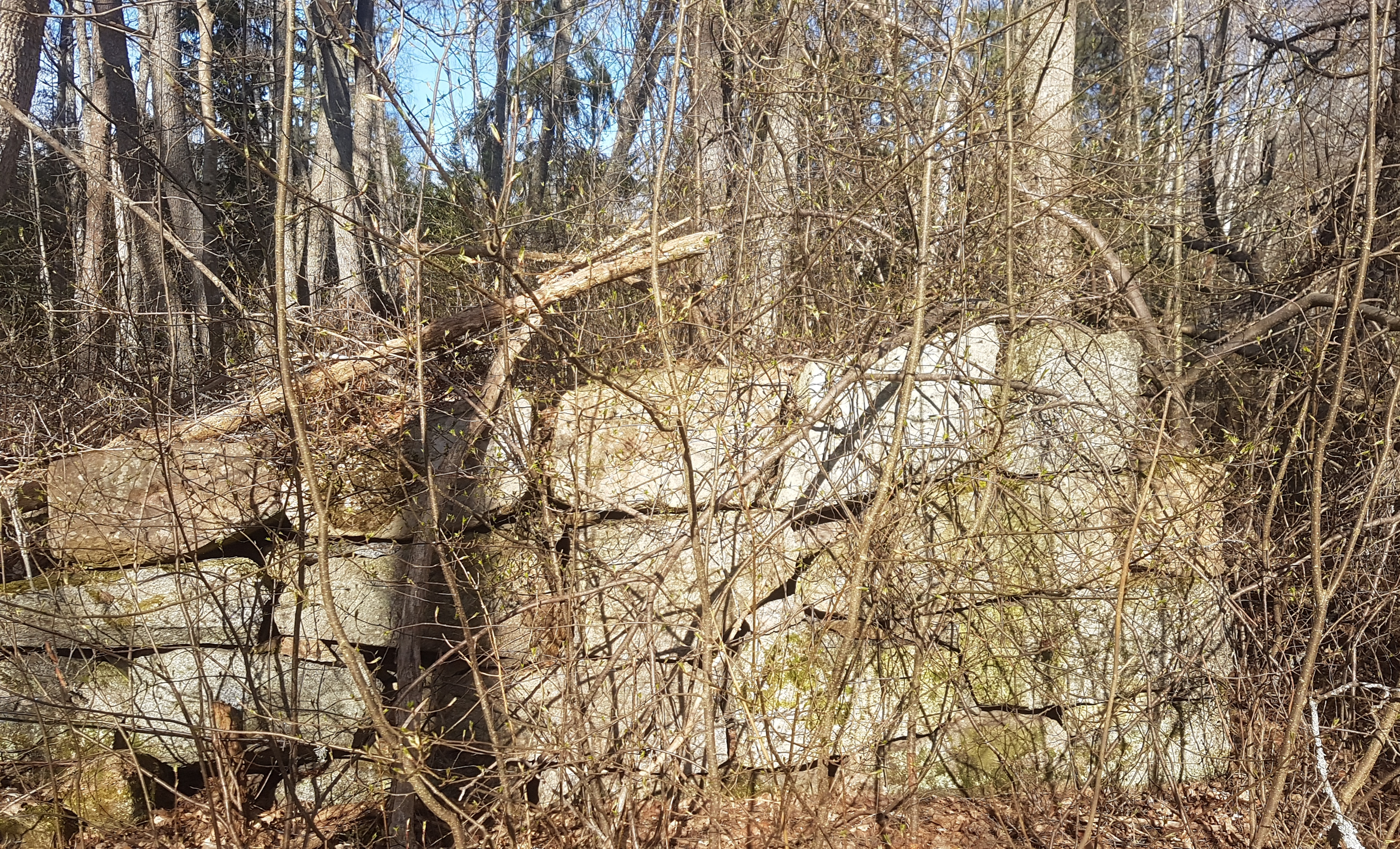
Transportrampen byggd av kallmurad huggen natursten

Omkring 6 meter nordväst om kvarngrunden finns en 1,9 meter hög kallmurad och jordfylld ramp.
Rampen som mäter 6 x 8 meter är byggd i nordväst-sydöstlig riktning av huggen natursten i rektangulära block 0,4–0,8 meter stora i 1–4 regelbundna skift. Bredvid rampen ligger en överväxt kvarnsten.

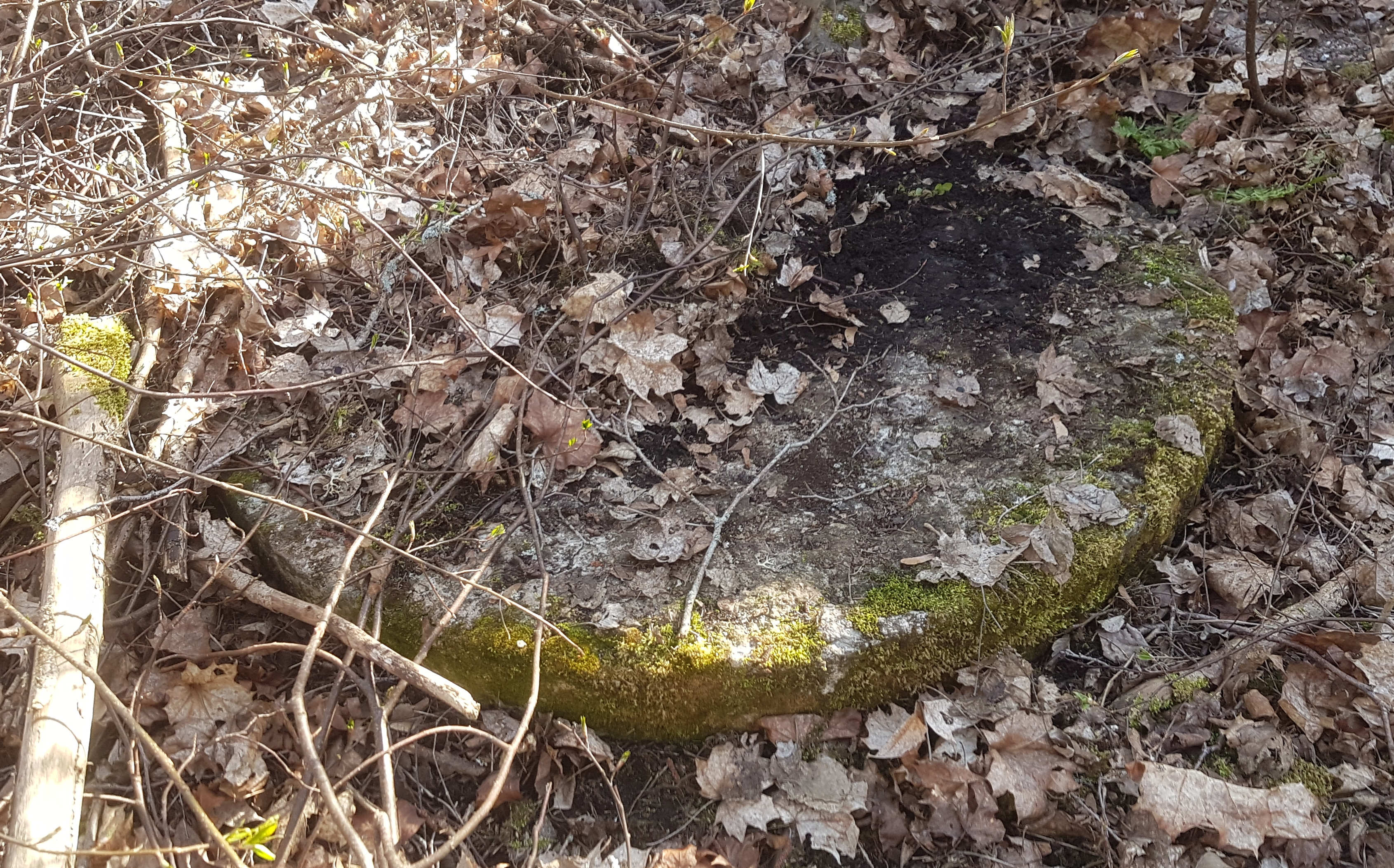
Delvis överväxt kvarnsten.

Omkring 30–40 meter nordnordväst om kvarngrunden finns två husgrunder. Den sydvästra husgrunden är 8 x 15 meter stor i nordöstlig-sydvästlig riktning med övertorvad syll bestående av rektangulärt huggna naturstenar, 40–60 centimeter breda 10 centimeter höga. Byggnaden har haft en ingång längs den sydöstra långsidan. I byggnadens nordvästra hörn finns ett 2 x 3 meter stort spismursröse.

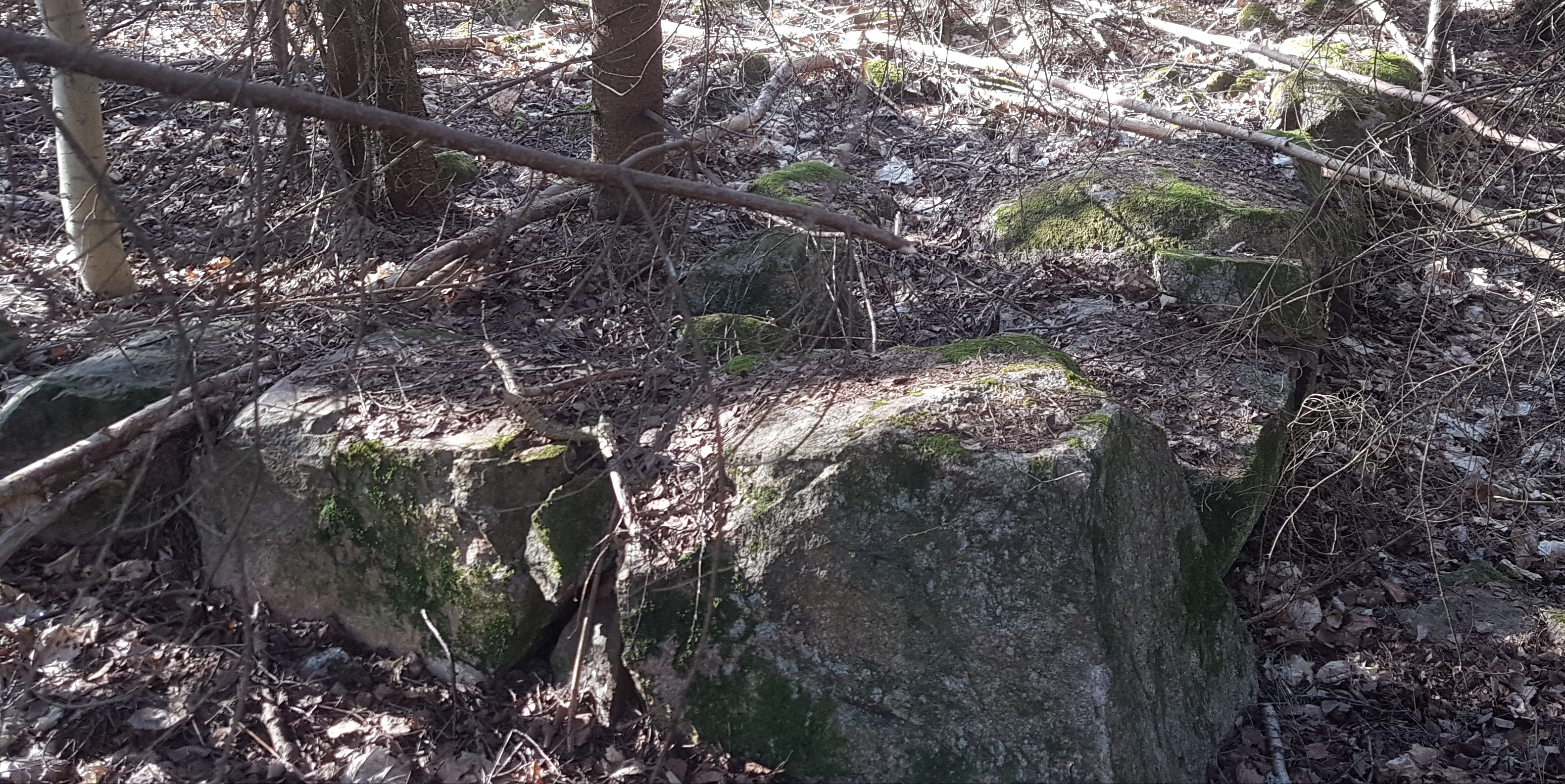
Den sydvästra husgrunden.

Den nordvästra husgrunden är 6 x 12 meter stor i nordvästlig-sydöstlig riktning med en syll bestående av 40–80 centimeter breda och 30–50 centimeter höga rektangulärt huggna stenar. Invändigt är grunden stenfylld.
På södra sidan om Skogaån påträffades en husgrund 3 x 4 meter stor i nord-sydlig riktning bestående av enkel syllfot 20–40 centimeter stora stenar, till större delen övertorvad.